# Richard Handley
Richard Handley (Wigan, 1 september 1990) is een Engels wielrenner die anno 2018 rijdt voor Madison Genesis.

## Overwinningen
2012
Jongerenklassement An Post Rás
5e etappe Ronde van León
Puntenklassement Ronde van León
2014
Proloog Mzansi Tour (ploegentijdrit)
2e etappe Ronde van Korea

## Ploegen
- 2010 –  Team Raleigh
- 2011 –  Team Raleigh
- 2012 –  Rapha Condor-Sharp
- 2013 –  Rapha Condor JLT
- 2014 –  Rapha Condor JLT
- 2015 –  JLT Condor
- 2016 –  ONE Pro Cycling
- 2017 –  Madison Genesis
- 2018 –  Madison Genesis

Appleby · Barras · Cuming · Fleeman · Handley · Holohan · Shand · Smith · Stewart
Cronshaw · Fleeman · Gee · Handley · Holohan · Janssen · Jones · Kipling · Le Bellec · Mooney · Parnes · Sparling
Barker · Baylis · Białobłocki · Domagalski · Ebsen · Goss · Handley · Harper · House · Hunt · Lander · McCormick · Mortensen · O'Shea · Opie · Oram · Smith · Von Hoff · P.Williams · S.Williams
Atkins · Cuming · Gunman · Handley · Holmes · Horton · McEvoy · Mundy · Pym · Rowsell · Swift · van der Ploeg